# Ronny Paulino
Ronny Leonel Paulino (nacido el 21 de abril de 1981 en Santo Domingo) es un exreceptor dominicano que jugó en las Grandes Ligas (MLB) para los Pittsburgh Pirates, Florida Marlins, New York Mets y Baltimore Orioles.
Hasta 2011, Paulino mantenía un promedio de bateo de .338 contra lanzadores zurdos.

## Carrera

### Pittsburgh Pirates (1997-2008)
Paulino firmó como amateur con la organización de los Piratas de Pittsburgh el 29 de diciembre de 1997, a la edad de 16 años. En 2002, fue seleccionado por los Reales de Kansas City en la Regla 5 del Draft, pero fue devuelto a los Piratas en los entrenamientos de primavera del año siguiente. Después de hacer su debut en Grandes Ligas en septiembre de 2005 con los Piratas, Paulino fue seleccionado para el equipo de República Dominicana en el Clásico Mundial de Béisbol 2006 como cácher de reserva. Lo más destacado del Clásico Mundial para Paulino llegó el 13 de marzo, cuando inició en la receptoría contra el equipo cubano. Paulino se fue 2 por 2 con un doble, tres boletos, y una carrera anotada en el triunfo de la República Dominicana sobre Cuba. El 16 de abril de 2006, Paulino fue llamado a las Grandes Ligas y se convirtió rápidamente en el receptor de todos los días de los Piratas. Finalmente, fue degradado de nuevo a Triple-A con los Indios de Indianápolis, siendo reemplazado por Ryan Doumit la mayor parte del tiempo.
Paulino fue elogiado por el personal de pitcheo de los Piratas como un excelente receptor para trabajar. La efectividad de la rotación era notablemente mejor cuando Paulino se encontraba detrás del plato.
Su promedio de bateo de .310 lo convirtió en el primer receptor novato desde Mike Piazza en jugar en al menos 100 partidos y batear al menos .310. Es el segundo receptor novato desde 1969 que logró esos números.

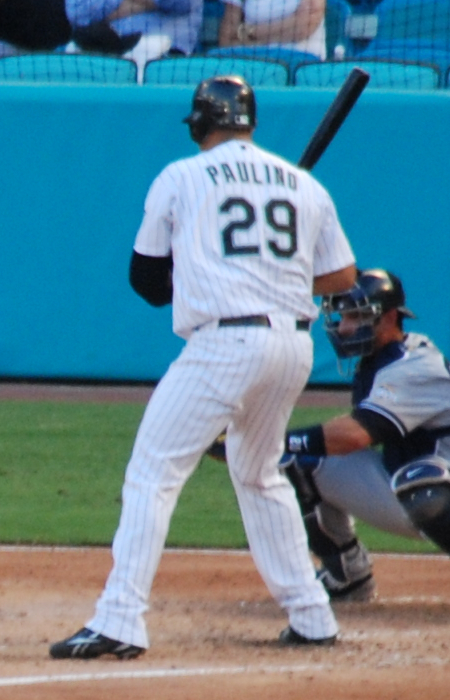
Paulino bateando para los Marlins en 2009.

### Florida Marlins (2009-2010)
El 10 de diciembre de 2008, Paulino fue canjeado a los Filis de Filadelfia a cambio del receptor de ligas menores Jason Jaramillo. Fue canjeado a los Gigantes de San Francisco el 27 de marzo de 2009 por el lanzador Jack Taschner. Dos horas más tarde fue cambiado a los Marlins de Florida por el lanzador Héctor Correa.
Con los Marlins, Paulino se alternaba como refuerzo junto al cácher John Baker. Después de que Baker sufriera una lesión en mayo de 2010, Paulino se hizo cargo de los deberes de titular para la mayor parte de la temporada. El 20 de agosto de 2010, Paulino recibió una suspensión de 50 partidos por violación de la política de drogas del béisbol. Paulino alegó que el resultado positivo fue el resultado de una píldora dietética.

### New York Mets (2011)
En diciembre de 2010, los Mets de Nueva York firmaron a Paulino con un contrato de un año.
El 1 de mayo de 2011, en un juego contra los Filis de Filadelfia, Paulino se fue de 7-5 y bateó el hit impulsor que le dio el triunfo a su equipo en la 14.ª entrada en su primer partido con los Mets. El 8 de junio, Paulino bateó su primer jonrón con los Mets, un toletazo de tres carreras contra el lanzador de los Cerveceros de Milwaukee Kameron Loe.
Paulino se convirtió en agente libre después de que los Mets decidieron no ofrecerle contrato.

### Baltimore Orioles (2012)
Los Orioles de Baltimore firmaron a Paulino con un contrato de ligas menores el 30 de enero de 2012. También recibió una invitación a los entrenamientos de primavera.

### Seattle Mariners
Paulino firmó con los Marineros de Seattle después de la temporada 2012 pero fue liberado en marzo de 2013.